# Piper planitiei
Piper planitiei är en pepparväxtart som beskrevs av Trel. & Yunck.. Piper planitiei ingår i släktet Piper och familjen pepparväxter. Inga underarter finns listade i Catalogue of Life.